# Курек, Бартош
Бартош Камиль Курек (пол. Bartosz Kamil Kurek; 29 августа 1988, Валбжих) — польский волейболист, нападающий клуба ЗАКСА и национальной сборной, двукратный чемпион Европы (2009, 2023), чемпион мира (2018).

## Спортивная биография
Бартош Курек начинал играть в волейбол в спортивной школе в городе Ныса у тренера Романа Паляча. В возрасте 16 лет, 20 октября 2004 года, провёл свой первый матч в чемпионате Польши за команду Студенческого спортивного союза из Нысы, капитаном которой являлся отец Бартоша, экс-игрок сборной Польши Адам Курек. В апреле 2005 года в составе юниорской сборной Польши стал победителем проходившего в Риге чемпионата Европы и был признан лучшим нападающим турнира. В августе того же года играл за юниорскую команду на чемпионате мира в Алжире.
Осенью 2005 года Бартош Курек подписал контракт с клубом ЗАКСА из Кендзежина-Козле. В первом сезоне он нечасто выходил на площадку в матчах польского чемпионата, но при этом являлся одним из главных действующих лиц в молодёжной команде клуба, выиграв с ней серебряную медаль национального первенства. В 2006 году привлекался к играм за молодёжную сборную Польши на чемпионате Европы в Казани.
1 июня 2007 года провёл первый в карьере матч за национальную сборную, принимавшую в тот день в Познани в рамках Мировой лиги аргентинцев, и за три неполных партии принёс своей команде 9 очков. В 2008 году продолжил выступления за сборную Польши, но не попал в заявку команды Рауля Лосано ни на финальный раунд Мировой лиги, ни на Олимпийские игры в Пекине. В том же году молодой волейболист перешёл в стан чемпионов Польши — «Скры» из Белхатува, по итогам первого сезона был назван открытием года.
В августе 2009 года Бартош Курек очень убедительно смотрелся на отборочном турнире чемпионата мира в Гдыни и в качестве игрока стартового состава сборной выступил на чемпионате Европы в Турции, где польские волейболисты под руководством Даниэля Кастельяни выиграли чемпионский титул. Курек, набравший в 8 матчах 132 очка, стал самым результативным игроком в составе «бело-красных». По итогам сезона он вошёл в символическую сборную мира по версии французской газеты L’Équipe.
3 февраля 2010 года заключил новый контракт со «Скрой» сроком на 4 года. В сезоне-2009/10 был признан лучшим игроком чемпионата Польши, участвовал в Матче звёзд Плюс-лиги и «Финале четырёх» Лиги чемпионов в Лодзи, а осенью 2010-го во второй раз подряд стал финалистом чемпионата мира среди клубов.
В июле 2011 года сборная Польши заняла 3-е место в Мировой лиге, а Курек был награждён призом самому результативному игроку по итогам «Финала восьми» в Гданьске — в 5 матчах он набрал 103 очка, на 1 мяч опередив диагонального сборной России Максима Михайлова. Лидер польской команды оказался в числе лучших игроков и в других элементах игры — вторым по среднему количеству эйсов за партию, четвёртым по результативности блокирования, седьмым по эффективности приёма. В сентябре 2011 года Курек выиграл бронзовую медаль и приз лучшему подающему на чемпионате Европы в Австрии и Чехии.
8 июля 2012 года в составе сборной выиграл золотую медаль Мировой лиги и приз MVP турнира. На «Финале шести» в Софии Курек стал самым результативным игроком своей команды и третьим по результативности среди всех участников финального турнира, а в трёхсетовом решающем матче против сборной США набрал 15 очков. Летом 2012 года также играл на Олимпийских играх в Лондоне, где сборная Польши дошла до четвертьфинала и выбыла из дальнейшей борьбы после поражения от команды России.
В мае 2012 года перешёл из «Скры» в московское «Динамо». Клубный сезон в России начался для Курека неудачно — в матче второго тура чемпионата России против «Искры» польский волейболист получил травму голеностопа. Вернувшись в состав столичной команды только через три месяца, в дальнейшем играл нестабильно, как и вся команда, занявшая 9-е место в Суперлиге. По окончании чемпионата Курек объявил о расторжении контракта и переходе в итальянский клуб «Лубе» (Мачерата). В её составе в сезоне-2013/14 он выиграл скудетто, а в начале следующего — Суперкубок Италии.
В 2014 году Бартош Курек не попал в заявку сборной Польши на домашний чемпионат мира, пропустив первый турнир национальной команды за последние шесть сезонов.
В мае 2015 года подписал однолетний контракт с «Ресовией» из Жешува. Вскоре он вернулся в состав сборной Польши, за которую стал выступать на позиции диагонального нападающего. В августе 2016 года участвовал на олимпийском турнире в Рио-де-Жанейро.
Сезон-2016/17 Бартош Курек намеревался провести в «Джей-Ти Тандерз» (Хиросима), но сыграл за эту команду только на товарищеском турнире в Польше и вскоре досрочно разорвал контракт с японским клубом. В октябре 2016 года вернулся в белхатувскую «Скру». В мае 2017 года перешёл в турецкий «Зираатбанк» из Анкары. В начале клубного сезона-2017/18 выбыл из-за травмы ахиллова сухожилия и отправился на реабилитацию в Лодзь. Вернувшись в строй в феврале 2018 года, помог турецкой команде пробиться в финал Кубка Европейской конфедерации волейбола, в котором она уступила «Белогорью». В июне 2018 года подписал контракт с польским клубом «Сточня» из Щецина, но полгода спустя в связи с финансовым кризисом в «Сточне» перешёл в варшавский «Онико».
В сентябре 2018 года Бартош Курек в составе национальной сборной выиграл золото чемпионата мира в Италии и Болгарии, стал MVP и самым результативным игроком турнира (171 очко в 11 проведённых встречах). В полуфинальном матче со сборной США он набрал 29 очков, а в финале против сборной Бразилии также продемонстрировал выдающуюся игру, реализовав 20 из 29 атак, набрав ещё 2 очка на блоке и 2 с подачи. 2 ноября 2018 года на гала-вечере Европейской конфедерации волейбола в Будапеште Курек был объявлен лучшим волейболистом Европы, а спустя два месяца его признали лучшим спортсменом Польши по итогам ежегодного опроса газеты Przegląd Sportowу.
В сезоне-2019/20 выступал за итальянский «Милан», а в июле 2020 года подписал контракт с японским клубом «Нагоя Вулф Догз». В сезоне-2020/21 стал бронзовым призёром и самым результативным игроком чемпионата Японии, а также вошёл в топ-6 игроков V-Лиги. В июне 2021 года в составе сборной Польши выиграл серебряную медаль Лиги наций и разделил звание MVP турнира с бразильцем Уоллесом. С 2022 года является капитаном национальной команды, выиграл с ней серебряные медали чемпионата мира (2022) и Олимпийских игр (2024), в 2023 году стал победителем Лиги наций и чемпионата Европы.

## Достижения

### Со сборными
- Серебряный призёр Олимпийских игр (2024).
- Чемпион мира (2018), серебряный призёр чемпионата мира (2022).
- Чемпион Европы (2009, 2023), бронзовый призёр чемпионатов Европы (2011, 2021).
- Победитель Мировой лиги (2012), бронзовый призёр Мировой лиги (2011).
- Победитель Лиги наций (2023), серебряный (2021) и бронзовый (2022, 2024) призёр Лиги наций.
- Серебряный (2011, 2019) и бронзовый (2015) призёр Кубка мира.
- Чемпион Европы среди юношей (2005).

### С клубами
- Серебряный призёр чемпионата Польши среди молодёжных команд (2005/06).
- Чемпион Польши (2008/09, 2009/10, 2010/11), серебряный призёр чемпионата Польши (2011/12, 2015/16, 2016/17, 2018/19).
- Обладатель Кубка Польши (2009, 2011).
- Чемпион Италии (2013/14).
- Обладатель Суперкубка Италии (2014).
- Чемпион Японии (2022/23), серебряный (2021/22) и бронзовый (2020/21) призёр чемпионата Японии.
- Серебряный призёр клубного чемпионата мира (2009, 2010).
- Финалист Лиги чемпионов (2011/12), бронзовый призёр Лиги чемпионов (2009/10).
- Финалист Кубка Европейской конфедерации волейбола (2017/18).

### Личные
- Лучший нападающий чемпионата Европы среди юношей (2005).
- Самый результативный игрок «Финала восьми» Мировой лиги (2011).
- Лучший подающий чемпионата Европы (2011).
- MVP «Финала шести» Мировой лиги (2012).
- MVP чемпионата мира (2018).
- Самый результативный игрок чемпионата мира (2018).
- Лучший диагональный чемпионата мира (2022).
- MVP и лучший диагональный Лиги наций (2021).
- Самый результативный игрок клубного чемпионата мира (2009).
- Лучший игрок чемпионата Польши (2009/10).
- Лучший нападающий Кубка Польши (2011).
- Лучший нападающий «Финала четырёх» Лиги чемпионов (2011/12).
- Самый результативный игрок чемпионата Японии (2020/21).
- Лучший нападающий чемпионата Японии (2021/22).
- MVP чемпионата Японии (2022/23).
- Участник Матча звёзд Польши (2010).
- Участник Матча звёзд России (2013).
- Лучший волейболист Европы (2018).
- Лучший спортсмен Польши (2018).

## Государственные награды
- Кавалерский крест ордена Возрождения Польши (14 сентября 2009) — за выдающиеся спортивные достижения[27].
- Офицерский крест ордена Возрождения Польши (2 октября 2018) — за выдающийся вклад в развитие польского спорта, за спортивные достижения и продвижение Польши в мире[28].
- Командорский крест ордена Возрождения Польши (2024)[29].

## Личная жизнь
В августе 2020 года Бартош Курек женился на волейболистке «Хемика» (Полице) Анне Грейман.